# MRH Trowe
Die Mesterheide Rockel Hirz Trowe AG Holding (MRH Trowe) ist ein deutscher Industrieversicherungsmakler mit Sitz in Frankfurt a. M. Das Unternehmen entstand 2016 aus der Verschmelzung der 1950 gegründeten Trowe-Gruppe und der 1995 gegründeten MRH Gruppe.

## Geschichte
1995 gründeten Ralph Rockel und Lars Mesterheide, zu denen 2002 auch Michael Hirz als Partner stieß, das Unternehmen Mesterheide Rockel Hirz (MRH). Sie wurden bald von regionalen Sparkassen dabei unterstützt, Versicherungsschutz für Industriekunden zu besorgen. 2005 übernahm MRH die Eberle GmbH Versicherungsmakler für Bau- und freie Berufe in München. 2012 wurde das Privatgeschäft mit der H+W Financial Solutions Group GmbH verschmolzen. Im Jahr 2013 wurde die Sedlmair Assekuranzmakler GmbH übernommen.
Im Jahr 2016 verschmolz die MRH Gruppe mit der 1950 gegründeten Trowe-Gruppe und bildete fortan das Unternehmen MRH Trowe. Seit 2017 begann das Unternehmen, gezielt sein Branchen-Know-how zu erweitern und weitere Unternehmen in den jeweiligen Bereichen aufzukaufen. Ebenfalls 2019 wurde die MDT Travel Broker GmbH gegründet. 2020 kam es zu weiteren ankäufen.
2021 eröffnete MRH Trowe eine Niederlassung in Erfurt und integrierte weitere Konkurrenten. Ebenfalls 2021 kaufte der britische Investor AnaCap Financial Partners 49 Prozent der Unternehmensanteile von MRH Trowe. Teile davon veräußerte dieser Ende März 2023 wiederum an den amerikanischen Investor TA Associates.
2022 beteiligte MRH Trowe sich an der Olfener Maklergruppe HWA Versorgungsmanagement und Helmig & Partner und übernahm die Denken für morgen GmbH sowie die Lech-Assekuranz Versicherungsmakler GmbH. Außerdem schloss sich MRH Trowe im selben Jahr mit WRV-Versicherungsmakler sowie der Afm Holding AG und der Meyer & Löffler GmbH Co. KG zusammen und gründete gemeinsam mit der Sparkassenversicherung die Gesellschaft Sicher gut betreut Versicherungsvermittlung GmbH. 2023 übernahm MRH Trowe sämtliche Geschäftsanteile der Beratungsgesellschaft Lurse AG, sowie die E+H Einzmann und Hanselmann Versicherungsmakler GmbH, die Asmarit GmbH, die Dede & Oppermann Versicherungsmakler GmbH, die Schmitz Horn Treber Versicherungsmakler Gruppe, die Zwicknagl & Partner Unternehmensberater und Versicherungsmakler GmbH sowie die Indutau Versicherungsmakler GmbH.

## Unternehmensstruktur
Vorstandssprecher der MRH Trowe ist seit 1. März 2023 Ralph Rockel. Im Jahr 2022 erwirtschaftete das Unternehmen einen Umsatz von rund 110 Mio. Euro. 2023 beschäftigte es rund 1.700 Mitarbeitende. Größter Anteilseigner des Unternehmens sind die Gründer, weitere Anteile von 49 Prozent besitzen seit 2021 AnaCap Financial Partners und TA Associates.
Die MRH Trowe AG hat 33 in Deutschland ansässige Tochterunternehmen.

## Produkte und Dienstleistungen
MRH Trowe verwaltet ein Prämienvolumen von mehr als 650 Mio. Euro und bietet Produkte in den Bereichen Geschäftskunden und private Kunden. Für Geschäftskunden bietet das Unternehmen folgende Dienstleistungen an:
- Unternehmensversicherungen
- Immobilienversicherungen
- Sozialleistungen und Altersvorsorge
- Fahrzeugversicherungen
- Spezialversicherungen für bestimmte Berufsgruppen
- Finanzversicherungen

Für Privatkunden bietet es folgende Dienstleistungen an:
- Haftpflicht und Rechtsschutz
- Haus und Wohnen
- Pferdeversicherung
- Fahrzeugversicherungen
- Gesundheit und Vorsorge

## Auszeichnungen
- 2022: Auszeichnung als Top-Arbeitgeber Mittelstand durch Focus[32][33]
- 2023: Auszeichnung als Top-Arbeitgeber Mittelstand durch Focus[34]
- 2023: Auszeichnung als Bester Dienstleister durch das Handelsblatt[35]
- 2023: Auszeichnung als beliebtester Arbeitgeber unter Versicherern durch Kununu[36]